# Francisco Jordá Cerdá
Francesc Jordà i Cerdà va ser un insigne prehistoriador nascut a Alcoi el 1914 i mort a Madrid el 2004, especialista en Paleolític Superior i Epipaleolític, va destacar com a investigador del període Solutrià a Espanya i com a expert en art rupestre Paleolític i art llevantí.

## Formació
Va cursar els seus estudis universitaris a Madrid i València, on es va llicenciar en Filosofia i Lletres, secció Història, en 1936. Ja durant la seua etapa universitària es va iniciar en els estudis arqueològics gràcies al seu mentor i mestre Lluis Pericot. La seua primera ocupació va ser com a professor de l'ensenyança secundària en aquesta ciutat alhora que es convertia en membre de l'Institut d'Estudis Valencians.
En nombroses ocasions contava als seus deixebles les seues experiències personals durant la Segona República, que va viure amb gran intensitat. Iniciada la Guerra Civil espanyola va ser capturat pels franquistes i condemnat a mort. Però, la seua pena va ser commutada pel confinament en diversos camps de concentració, entre ells el de Burgos, on va compartir captivitat i quaderns de poesia i dibuix amb Koldo Mitxelena, i altres més.

## Vida laboral
Després de la seua excarceració el 1943, retorna a València on és recuperat pel seu mestre Lluis Pericot per a treballar en el Servei d'Investigació Prehistòrica de la Diputació Provincial de València. Entre altres treballs, va ser coparticipant en l'excavació de la cova de la Cuina des de 1945. Va ser el seu primer contacte prologat amb les tècniques d'excavació, després vindrien les coves de les Mallaetes, cova de la Petxina, la covacha de Llatas, cova Negra, etc. D'aquest contacte amb la prehistòria llevantina van començar a sorgir les seves idees sobre les peculiaritats del Paleolític Superior i l'Epipaleolític de la zona i també la seua metodologia de treball (inscriptible en les tradicions arqueològiques espanyoles de forta influència francesa).

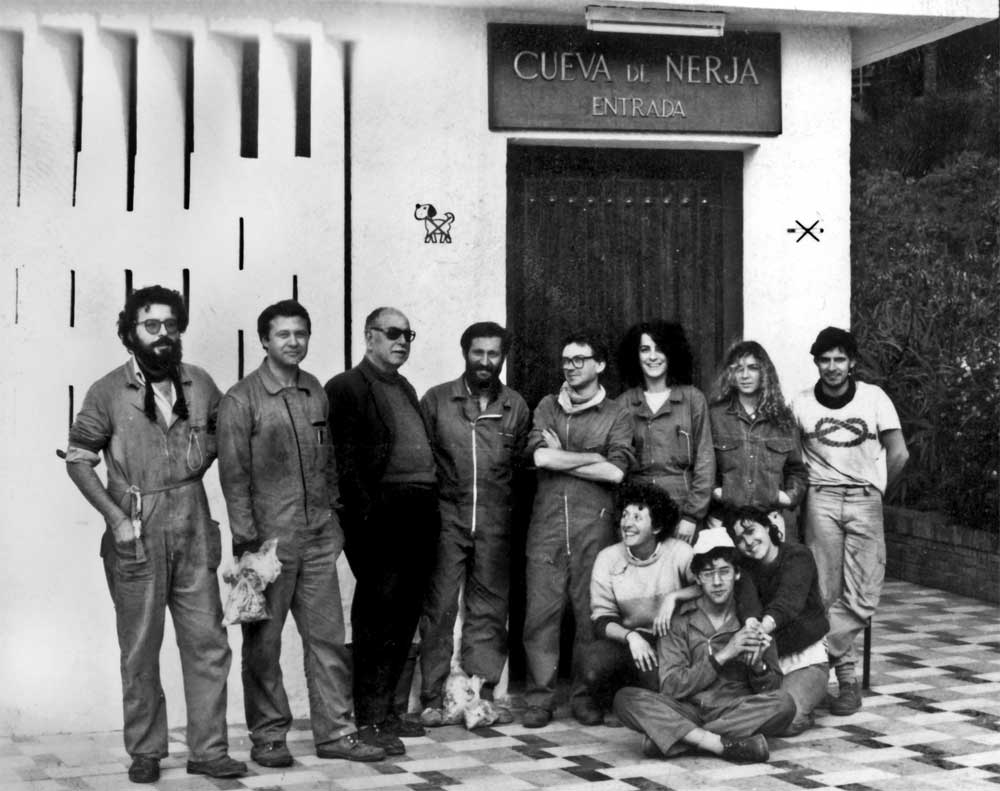
Jordá i part del seu equip en la cova de Nerja.

La precarietat laboral d'aquesta fase li va provocar no pocs compromisos fins a 1950, quan va ser nomenat director del Museo Arqueológico Municipal de Cartagena i la seua situació es va estabilitzar. Després va ser nomenat director del Servicio de Investigaciones Arqueológicas de Asturias, per o que va passar a residir a Oviedo el 1952. L'any següent va guanyar per oposició un lloc de professor d'Història de l'Art en la universitat d'aquesta mateixa ciutat. La seua plaça universitària li va donar la possibilitat de revisitar les coves valencianes de la Cuina i les Mallaetes i d'estudiar els grans jaciments cantàbrics (la cova del Pindal, la peña de Candamo, la Lloseta, Les Pedroses…) i el va dotar dels mitjans, els contactes i el temps suficient per a completar la seua tesi doctoral que versava sobre «El Solutrià a Espanya i els seus problemes». La tesi va ser defensada en la Universitat Complutense de Madrid l'any 1955 i va ser publicada eixe mateix any per la diputació provincial d'Astúries. El seu profund coneixement de les ocupacions solutrianes tant de la zona mediterrània i cantàbrica van fer d'esta obra un llibre de referència i va cridar l'atenció a François Bordes sobre la precarietat de la seua tipologia lítica a l'aplicar-se a estes regions, on hi havia utensilis que no es coneixien a França. Entre tant va tindre oportunitat de viatjar al territori del Sàhara Occidental, llavors colònia espanyola, on va realitzar importants descobriments. Així mateix va ampliar el seu interés als castros preromans de la zona iniciant excavacions en el Castrillón de Mouguías a Cuaña.
El 1962 va aconseguir la càtedra d'Arqueologia de la Universitat de Salamanca, que en aquesta època es reduïa a un equip escàs en què destacaven dos insignes historiadors, José María Blazquez i José Manuel Roldán Hervás. Des de Salamanca, el professor Jordá va anar formant un equip amb què va poder fer-se càrrec de nombroses excavacions, entre les quals destaquen les seues incursions en la trinxera d'Atapuerca i Ojo Guareña (ambdós a Burgos), cova de Nerja (Màlaga), els castros de Sant Chuis (La Puela) i Mouguías (Cuaña), la cova de los Casares (Guadalajara) i diversos treballs a la província de Salamanca (poblats, dólmens, túmuls, art rupestre esquemàtic de Las Batuecas…). Un dels seus majors èxits va ser continuar l'edició periòdica de la prestigiosa revista Zephyrus Arxivat 2007-06-16 a Wayback Machine..

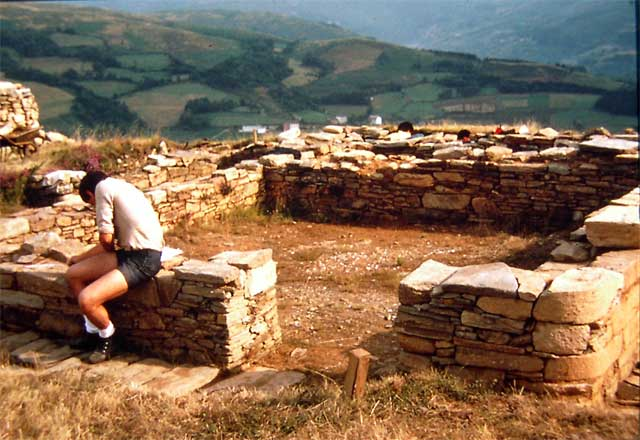
Excavacions en el castro de San Chuis (La Puela)

Encara que es va jubilar a Salamanca el 1984, va continuar exercint la seua labor investigadora com a professor emèrit quasi fins al dia de la seua mort. Entre els seus deixebles més destacats estan Javier Fortea Pérez, catedràtic de Prehistòria i Arqueologia de la Universitat d'Oviedo; Emili Aura Tortosa, professor de Prehistòria i Arqueologia de la Universitat de València; Julián Becares, professor de Prehistòria i Arqueologia de la Universitat de Salamanca o Luis Arias González, professor d'ensenyança secundària de l'IES Fernández Vallín de Gijón; així com el seu propi fill, Jesús Francisco Jordá Pardo.

## Publicacions i treballs
Va ser membre numerari de nombroses acadèmies, societats i instituts d'àmbit nacional i internacional, rebent el 1983 la Medalla d'Or de la Universitat de Salamanca. També va ser nomenat membre de les institucions següents:
- Deutsche Archäologische Institut de Berlín
- Associação dos Arqueòlegs portuguesos de Lisboa
- Reial Acadèmia de Belles Arts de San Fernando
- Reial Acadèmia de la Història

Entre les seues publicacions destaquem:
- JORDÁ CERDÁ, Francisco; BERENGUER ALONSO, M. (1954) La cueva de El Pindal (Asturias). Boletín del Instituto de Estudios Asturianos, nº 23, (pp. 337-364)
- JORDÁ CERDÁ, Francisco (1955). El Solutrense en España y sus problemas. Oviedo: Servicio de Investigaciones Arqueológicas de la Diputación Provincial de Asturias.
- JORDÁ CERDÁ, Francisco (1955). Los problemas de la investigación prehistórica del Sáhara Español. Madrid: Archivos del Instituto de Estudios Africanos, tom 6, (pp. 61-97)
- JORDÁ CERDÁ, Francisco (1957). "La España en los tiempos paleolíticos", en Las raíces de España. Madrid: Instituto Español de Antropología Aplicada.
- JORDÁ CERDÁ, Francisco (1964) "El arte rupestre paleolítico de la región cantábrica : una secuencia crono-cultural" en Symposium on Prehistoric Art of Western Mediterranean and the Sahara (Burgwartenstein, Austria, 1960), ed. Barcelona. (pp. 48-81).
- JORDÁ CERDÁ, Francisco (1973). "Sobre la cronología del Arte Rupestre Levantino" en Crónica del XII Congreso Nacional de Arqueología (Jaén, 1971). ed. Zaragoza, (pp. 85-100).
- JORDÁ CERDÁ, Francisco; FORTEA PÉREZ, Javier (1976). La cueva de Les Mallaetes y los problemas del Paleolítico Superior del Mediterráneo español, en Zephyrus, n. XXVI-XXVII, Salamanca, (pp. 129-166).
- JORDÁ CERDÁ, Francisco; BLÁZQUEZ José María (1978), Historia del Arte Hispánico, La Antigüedad, Madrid: Editorial Alhambra, (Tom I). ISBN 84-205-0607-9
- JORDÁ CERDÁ, Francisco (1983). "El mamut en el arte paleolítico peninsular y la hierogamia de Los Casares", en Homenaje al prof. Martín Almagro Basch, Vol. 1, ISBN 84-7483-347-7, (pp. 265-272)
- JORDÁ CERDÁ, Francisco et alter (1983). La Cueva de Nerja, en Revista de Arqueología, nº 29, Madrid. (pp. 56-65)
- JORDÁ CERDÁ, Francisco (1983). Scripta Praehistorica Francisco Jordá oblata. Salamanca: Ediciones Universidad de Salamanca. (Acta Salmanticensia. Filosofía y Letras; 156), ISBN 84-7481-305-0
- JORDÁ CERDÁ, Francisco (coordinador) (1985): Los 25.000 años de la Cueva de Nerja. Salamanca: Gráficas Varona, ISBN 84-3983-388-1